# Pedilochilus guttulatus
Pedilochilus guttulatus är en orkidéart som beskrevs av Rudolf Schlechter. Pedilochilus guttulatus ingår i släktet Pedilochilus och familjen orkidéer. Inga underarter finns listade i Catalogue of Life.